# Johann Sigismund Friedrich Schindler
Johann Sigismund Friedrich Schindler (niedersorbisch Jan Zygmunt Bjedrich Šyndlaŕ; * 8. Juni 1758 in Werben, Niederlausitz; † 19. August 1841 in Peitz) war ein niedersorbischer Pfarrer und Autor mehrerer theologischer Schriften und Lieder.

## Leben
Friedrich Schindler wurde in Werben als Sohn eines Pfarrers geboren. Nach einer Buchbinderlehre besuchte er ab 1772 das Gymnasium in Cottbus. Seit 1779 studierte er  Evangelische Theologie in Halle und war danach als Hauslehrer in Illmersdorf tätig.
Seit 1787 war Schindler Lehrer für Religion und Sprachen am Gymnasium in Cottbus und vertrat seinen Vater in dessen Pfarrstelle in Werben. Von 1791 sind erste theologische Schriften und Lieder von ihm erhalten. 1796 wurde er zum Oberpfarrer in Peitz berufen. Pfarrer Schindler setzte sich sein Leben lang für die Förderung und den Erhalt der wendischen Sprache ein. 1807 protestierte er gegen das beabsichtigte Zurückdrängen der wendischen Sprache in der Kirche und der Öffentlichkeit durch die neue sächsische Obrigkeit in der Herrschaft Cottbus. 1821 gab er ein revidiertes wendisches Neues Testament in Druck, 1824 wurde ein Altes Testament in seiner Überarbeitung gedruckt.
1839 ging Oberpfarrer Schindler in den Ruhestand.

## Schriften
- Te knigli za serbske luźe (Wendisches Not- und Hilfsbüchlein), Cottbus 1793.
- Kleines deutsch-wendisch-russisch-polnisches Wörterbuch, Cottbus 1813.
- Neues Testament in wendischer Sprache,  Cottbus 1822.
- Altes Testament in wendischer Sprache, Cottbus 1824.